# Wikibooks
Wikibooks er et søsterprojekt til Wikipedia, ejet og vedligeholdt af Wikimedia Foundation. Wikibooks fungerer grundlæggende på samme måde som Wikipedia, men i modsætning til at opbygge en encyklopædi, opbygger man i fællesskab lærebøger, manualer, introduktioner, guider m.m. Disse kaldes også åbne lærebøger og adskiller sig fra traditionelle lærebøger på følgende måde:
- De er normalt gratis
- De udgives kun som digitale ressourcer og skal ikke trykkes.
- De er dynamiske og kan løbende udvides eller ændres.
- De kan sættes sammen af individuelle bidrag.

Wikibooks startede i 2004 og alle kan redigere og uploade indhold til Wikibooks, med undtagelse af nogle få ting som der er restriktioner på. Hvis man ønsker mere kontrol over disse restriktioner kan man søge om at blive administrator. Administratorer holder øje med hinandens arbejde og kan derfor sikre et læringsbrugbart indhold på sitet. 